# Otto Ludwig von Salm-Kyrburg-Mörchingen

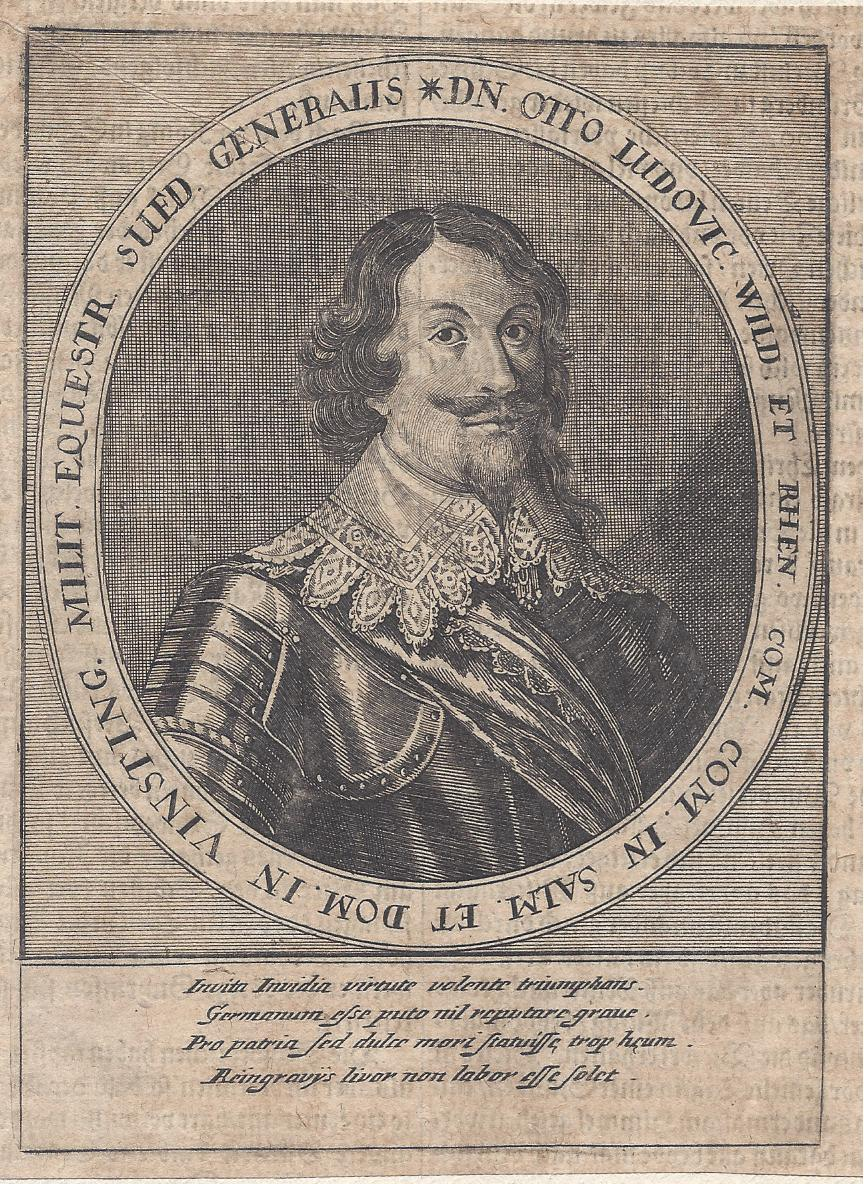
Otto Ludwig Graf von Salm, Wild- und Rheingraf zu Kyrburg und Mörchingen, Kupferstich von Matthaeus Merian

Otto Ludwig Graf von Salm, Wild- und Rheingraf zu Kyrburg und Mörchingen (* 13. Oktober 1597; † 6. Oktoberjul. / 16. Oktober 1634greg. in Speyer) war ein schwedischer General im Dreißigjährigen Krieg. Er war Gouverneur im Elsass und Kommandant der schwedischen Truppen am Oberrhein.

## Leben
Otto Ludwig von Salm war der zweite überlebende Sohn von Johann IX, Wild- und Rheingraf von Kyrburg-Mörchingen (1575–1623) und Anna Katharina, Freiin von Criechingen († 1638).
Im Dreißigjährigen Krieg diente  er zunächst unter dem dänischen König Christian IV als Heerführer. Bei  der Schlacht bei Lutter am 27. August 1626 gegen Tilly führte er das dritte Treffen. Die Niederlage führte zur Besetzung Jütlands durch die kaiserlichen Truppen. Nach einer weiteren Niederlage gegen Wallenstein zusammen mit Bernhard von Sachsen-Weimar musste er nach Fünen fliehen. Im August 1628 unterlagen die Dänen bei Wolgast erneut Wallenstein. König Christian IV. floh nach Kopenhagen. Daraufhin verließ Otto von Salm die dänischen Dienste. Auch sein persönliches Verhältnis zum König war mehr als gespannt, weil er ein Verhältnis mit Kirsten Munk, dessen Ehefrau zur linken Hand, eingegangen war. Christian IV. erkannte Kirsten Munks letztes Kind nicht an und verbannte sie vom Hof.
Im selben Jahr trat Otto von Salm in den Dienst des schwedischen Königs Gustav II. Adolf und erhielt ein Kommando über dessen deutsche Reiterei. Zunächst brachte er durch eigenmächtigen Leichtsinn den König in Lebensgefahr, war aber später an der Einnahme von Frankfurt an der Oder und Landsberg und der siegreichen Schlacht bei Breitenfeld am 17. September 1631 beteiligt. Ende 1631 bis 1634 gelangen Otto von Salm zwischen Rhein, Mosel und Elsass zahlreiche Siege gegen spanische und französische Truppen, womit er zu einem der erfolgreichsten Feldherren des Dreißigjährigen Krieges avancierte. Kurz nach Gustav Adolfs Tod erteilte Gustaf Horn ihm den Oberbefehl im von den Schweden okkupierten Elsass. Gegen die aufständische Bevölkerung, die sich gegen die Plünderungen der Schweden zur Wehr setzte, ging Otto von Salm hart vor und ließ Anfang 1633 1600 Bauern in Dammerkirch niedermetzeln. Vor Breisach schlug er im Juni ein kaiserliches Heer unter Ernesto Montecuccoli und befehligte am 20. Juli 1633 die Zerstörung der Burg Hohenstoffeln. Anfang 1634 gelang ihm die Eroberung von Sulz, Gebweiler, Thann, Belfort, Altkirch, Neubourg und Freiburg.
Von April bis Ende August 1634 war Otto von Salm mit der erneuten Einnahme von Freiburg und der monatelangen Belagerung des durch Franz von Mercy verteidigten Rheinfelden beschäftigt. Als Rheinfelden endlich am 29. August nach völligem Aushungern kapitulierte, folgte Otto Ludwig nur zögernd Horns Befehl, sich dem schwedischen Heer anzuschließen, das sich zur Schlacht bei Nördlingen sammelte. Deshalb erreichte sein Heer das Schlachtfeld  erst nach der verheerenden Niederlage der Schweden und konnte nur noch den fliehenden schwedischen Truppen Beistand gegen die verfolgenden Kroaten leisten.
Zurück im Elsass erlitt er jedoch mehreren Niederlagen. Auf der Flucht musste er am 27. September bei Kehl den Rhein durchschwimmen. Am 9. Oktober unterzeichneten er und der schwedische Resident Friedrich Richard Mockhel einen Vertrag  dem französischen König Ludwig XIII., in dem er ihm mehrere Orte abtrat in der Hoffnung, auf diese Weise ein Bündnis Schwedens mit Frankreich gegen Kaiser Ferdinand II. in die Wege zu leiten.
Von Axel Oxenstierna nach Worms berufen, starb Otto von Salm am 6./16. Oktober in Speyer an der Pest und wurde am 4. November 1634 zunächst vorläufig beigesetzt und am 25. März 1635 im Straßburger Münster endgültig zu Grabe getragen. Die Christliche Leichpredigt / Vber den tödlichen vnd seligen Abschied / Deß hochwohlgebornen Graven vnd Herren / Herren Ott-Ludwigen / Wild- vnd Rheingraven / Graven zu Salm vnd Herren zu Vinstingen / [et]c. Der Königlichen Cron Schweden vnnd Vnirter Evangelischer Stände hochverdienten Generals vnd Obristen zu Roß vnd Fuß: Welcher in nächst-abgewichenem 1634 Iahr / den 6. Octobr. in deß Heil. Reichs-Stadt Speyer sanfft vnd selig in Christo Iesu entschlaffen, hielt der Theologieprofessor Johann Schmidt.

## Familie
Seit dem August 1633 war Otto Ludwig mit Anna Magdalene von Hanau verheiratet. Sie war die Tochter des Grafen Johann Reinhard I. von Hanau-Lichtenberg (* 1569; † 1625) und der Gräfin Maria Elisabeth von Hohenlohe-Neuenstein (* 1576; † 1605). Sie war zudem die Witwe von Lothar von Criechingen († 1629), mit dem sie bereits den Sohn (Graf Franz Ernst III. † 1677) hatte. Auch mit Otto Ludwig hatte sie einen Sohn, der erst nach dem Tod seines Vaters geboren wurde. Dieser, der Wild- und Rheingraf Johann XI. (* 17. April 1635) heiratete am 27. Dezember 1669 die Pfalzgräfin Elisabeth Johanna von Veldenz  (* 22. Februar 1653; † 5. Februar 1718). Da sie keine Kinder hatten, erlosch mit seinem Tod am 16. November 1688 in Flonheim die Linie Salm-Kyrburg-Mörchingen. Johann XI. ist in der Stadtkirche von Kirn bestattet.